# Pia Kjærsgaard
Pia Kjærsgaard (ur. 23 lutego 1947 w Kopenhadze) – duńska polityk, długoletnia posłanka do Folketingetu, a w latach 2015–2019 jego przewodnicząca, założycielka Duńskiej Partii Ludowej i jej przewodnicząca w latach 1995–2012.

## Życiorys
Ukończyła w 1963 szkołę podstawową, a w 1985 technikum spożywcze. Pracowała m.in. jako opiekunka w domu opieki społecznej oraz w biurze ubezpieczeniowym i reklamowym. Zaangażowała się w działalność polityczną w ramach Partii Postępu, od 1979 kandydując z jej ramienia w wyborach. W latach 1985–1994 pełniła funkcję lidera politycznego tego ugrupowania.
W 1984 po raz pierwszy została wybrana na deputowaną do Folketingetu. W kolejnych wyborach w 1987, 1988, 1990, 1994, 1998, 2001, 2005, 2007, 2011, 2015, 2019 i 2022 z powodzeniem ubiegała się o reelekcję. W 1995 opuściła Partię Postępu, zakładając i stając na czele Duńskiej Partii Ludowej, prawicowego, narodowo-konserwatywnego i antyimigracyjnego ugrupowania. W latach 2001–2011 kierowana przez nią formacja, posiadająca trzecią co do wielkości frakcję w parlamencie, wspierała centroprawicowe gabinety Andersa Fogh Rasmussena i Larsa Løkke Rasmussena.
Działalność Pii Kjærsgaard i jej poglądy niejednokrotnie wzbudzały kontrowersje. W 2001 w partyjnej publikacji określiła muzułmanów jako ludzi, który „kłamią, oszukują i zwodzą”. Organy ścigania po złożeniu zawiadomienia przez organizację antyrasistowską odmówiły wszczęcia postępowania w tej sprawie. W 2003 została ukarana karą 3 tys. DKK grzywny za grożenie nielegalnie posiadanym gazem pieprzowym napotkanej kobiecie, która swoim zachowaniem, jak oświadczyła polityk, miała ją zastraszać.
W 2012 zrezygnowała z kierowania Duńską Partią Ludową, popierając na stanowisko swojego następcy Kristiana Thulesena Dahla, który został wybrany na nowego przewodniczącego tego ugrupowania. 3 lipca 2015 Pia Kjærsgaard została przewodniczącą duńskiego parlamentu. Funkcję tę pełniła do 21 czerwca 2019.

## Odznaczenia
W 2018 odznaczona krzyżem komandorskim I klasy, a wcześniej krzyżem komandorskim, krzyżem kawalerskim I klasy i krzyżem kawalerskim Orderu Danebroga. W 2008 wyróżniona tajwańskim Orderem Lśniącej Gwiazdy II klasy. W 2017 otrzymała islandzki Order Sokoła Islandzkiego II klasy.